# John S. Kloppenborg
John Kloppenborg (1951) is Professor Religion aan de University of Toronto in Canada. Hij is tevens co-directeur van the International Q-project. Het Q-project is een gezamenlijke inspanning van de theologen James M. Robinson, Paul Hoffmann, John S. Kloppenborg en Milton C. Moreland om een wetenschappelijk verantwoorde reconstructie te maken van het Q-document in het koine Grieks (zie publicaties).

## Publicaties
- Formation of Q, trajectories in Ancient wisdom Colections, 1987 & 2000, T & T Clark Edinburgh Schotland, ISBN 1-563-38306-3
- Q Parallels: Synopsis, Critical Notes and Concordance, 1988, Polebridge Press, ISBN 0-944344-00-3/0-944344-01-1 (pbk.)
- The Critical Edition of Q. A Synopsis including the Gospels of Matthew and Luke, Mark and Thomas with English, German and french Translations of Q and Thomas, 2000, 'Documenta Q series' met James M. Robinson en Paul Hoffmann, Uitgeverij Peeters, Leuven, België & 2000, Fortress Press, Minneapolis, VS,  ISBN 90-429-0926-9
- Excavating Q, the history and setting of the sayings gospel, 2000, T & T Clark & 2005, (Augsburg) Fortress Press ISBN 0-567-08728-X
- El Documanto Q, The Sayings Gospel Q in Greek and English with Parallels from the Gospels of Mark and Thomas, A student's handbook, 2001; met James M. Robinson, Paul Hoffmann, Uitgeverij Peeters, Leuven, België & 2002 Augsburg Fortress Press ISBN  90-429-1056-9
- Apocalypticism, Anti-Semitism and the Historical Jesus, 2004; met John Marshall, T & T Clark, ISBN 0-567-08428-0

- Bibsys: 90388958
- Bibliothèque nationale de France: cb134967502 (data)
- CiNii: DA07206285
- Gemeinsame Normdatei: 131824279
- International Standard Name Identifier: 0000 0001 2103 5884
- Library of Congress Control Number: n85161680
- Nationale Bibliotheek van Letland: 000102220
- Bibliotheek van het Japanse parlement: 00514336
- Nationale Bibliotheek van Tsjechië: kup20010000049072
- Nationale Bibliotheek van Israël: 987007263958605171
- Nederlandse Thesaurus van Auteursnamen: 073423343
- ORCID: 0000-0002-8770-4558
- LIBRIS: 272488
- Système universitaire de documentation: 050422898
- Virtual International Authority File: 104674485
- WorldCat: E39PBJpyv48WWXtxT4P97B8V4q